# Harpura atriceps
Harpura atriceps är en stekelart som beskrevs av Henry Keith Townes, Jr. 1970. Harpura atriceps ingår i släktet Harpura och familjen brokparasitsteklar. Inga underarter finns listade i Catalogue of Life.